# 舊遊戲時代
《舊遊戲時代》是台灣的電子遊戲雜誌，2017年7月創刊，內容主要介紹過往電子遊戲歷史上曾推出的經典主機、電子遊戲作品、相關開發者等。創辦人為徐人強（曾任《電腦玩家》發行人）。

## 歷史
2005年，因網路時代的盛行，電子遊戲的新資訊可大量在網路上即時流傳，使得傳統紙本電子遊戲刊物受到影響，讓徐人強感到他所創辦的《電腦玩家》開始難以繼續下去。到了2009年7月《電腦玩家》確定停刊，退出遊戲雜誌市場，徐人強改將主力放在經營遊戲資訊網站上。
《電腦玩家》停刊後，徐人強心裡仍陸陸續續有想繼續創辦遊戲雜誌的念頭。之後徐人強想到，先前曾注意過英國遊戲市場裡有一本專門介紹老遊戲的雜誌《Retro Gamer》，且該雜誌擁有一定數量讀者群的情況，讓他打算也創建一份此類型題材的雜誌。
2016年期間徐人強確定想法後，計劃透過群眾募資來獲取創辦《舊遊戲時代》的資金。募資專案在2017年1月期間在網路上開始募集，最初目標金額是希望能湊到新台幣400萬元，之後在兩個月時間內募到約新台幣700萬元額度的贊助，創下當時之前在台灣出版類型群眾募資專案裡獲得到最多受贈金額的紀錄。
《舊遊戲時代》首刊是在2017年7月1日發行，當期主題為在電子遊戲歷史上有一定影響力的任天堂紅白機與暴雪娛樂等。

## 發行形式
《舊遊戲時代》的發行週期是採雙月刊方式，主要的讀者群是定位在年齡約30歲至50歲左右的遊戲玩家。除推出一般紙本媒介外，也有發行電子書格式。
徐人強認為若此雜誌反應能在市場上反應良好的話，也會考慮推出針對中國大陸遊戲界方面的另種簡體中文圈版本《舊遊戲時代》。

## 外部連結
- 舊遊戲時代的Facebook專頁